# Ludvig-Gletscher
Der Ludvig-Gletscher ist ein Gletscher an der Pennell-Küste des ostantarktischen Viktorialands. Er fließt in nördlicher Richtung zwischen dem Arthurson Bluff und dem Mount Gale zum Kirkby-Gletscher.
Wissenschaftler der Australian National Antarctic Research Expeditions nahmen die Benennung vor. Namensgeber ist Ludvig Larsen, leitender Offizier auf dem Expeditionsschiff Thala Dan, mit dem 1962 die dem Gletscher vorgelagerte Küste erkundet wurde.